# N’Dama

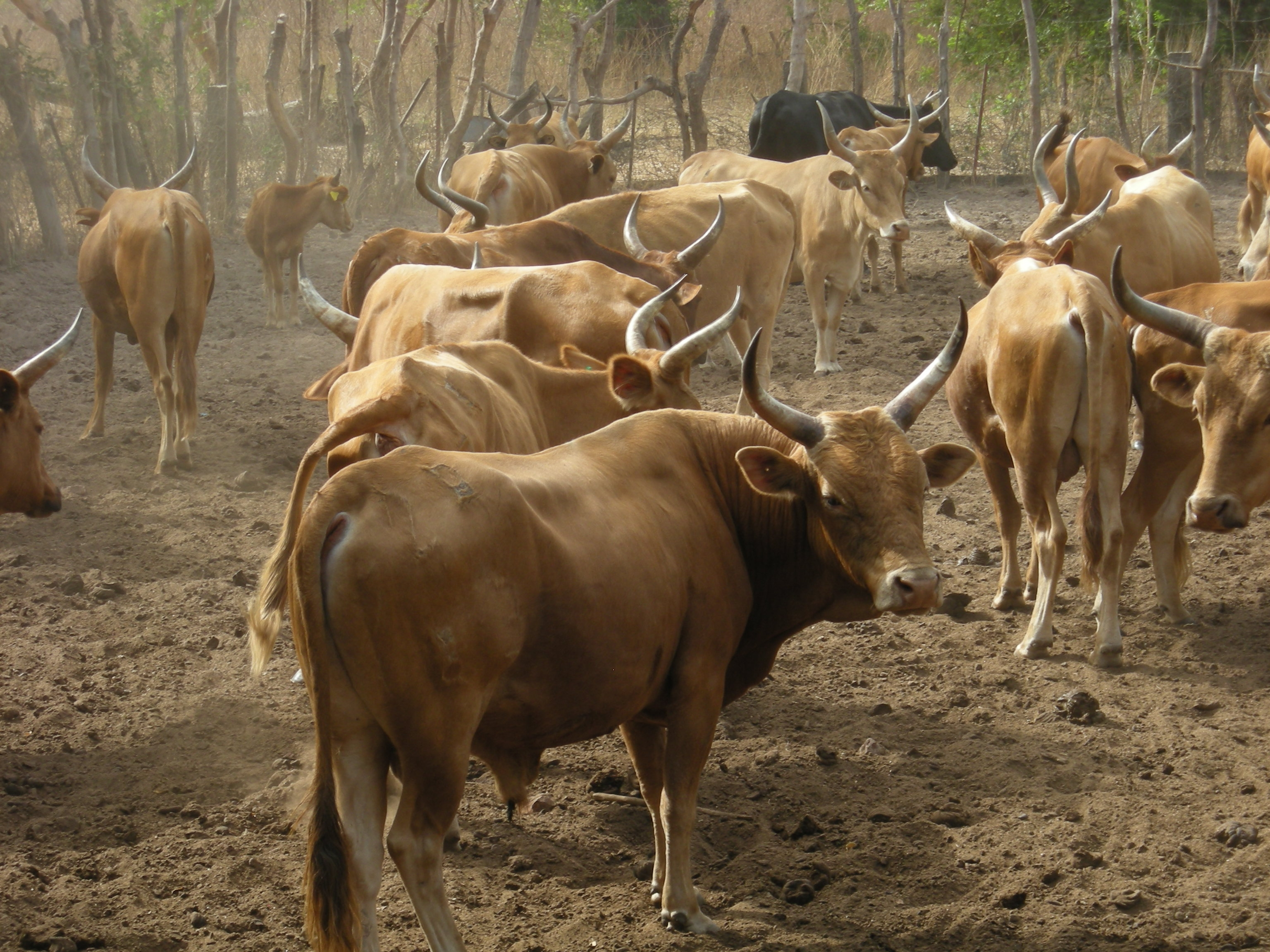
Eine N’Dama-Herde in Westafrika

N’Dama ist eine Hausrindrasse aus Westafrika. Andere Bezeichnungen sind Boenca oder Boyenca (Guinea-Bissau), Fouta Jallon, Fouta Longhorn, Fouta Malinke, Futa, Malinke, Mandingo (Liberia), N’Dama Petite (Senegal).
Ursprünglich im Hochland von Guinea beheimatet findet man sie auch im südlichen Senegal, Guinea-Bissau, Gambia, Mali, Côte d’Ivoire, Liberia, Nigeria und Sierra Leone. Aufgrund ihrer Toleranz gegen Nagana kann man sie auch in Gebieten mit Tsetsefliegen-Vorkommen halten. Sie zeigen ebenfalls gute Resistenzen gegen Zecken sowie die durch sie verursachten Krankheiten und gegen den Magenwurm Haemonchus contortus.
Im 19. Jahrhundert wurden einige Tiere aus dem Senegal nach St. Croix gebracht, um sie mit Red Polls zu kreuzen, woraus die Rinderrasse Senepol entstand.

## Fortpflanzung und Entwicklung
Das Alter für das erste Kalben liegt bei 3,5 Jahren in der oberen Casamance und ist etwas geringer in der unteren und mittleren Casamance. Die durchschnittliche Zeit zwischen zwei Trächtigkeiten liegt bei 16 bis 17 Monaten in der mittleren und oberen Casamance und ungefähr 19 Monaten in der unteren Casamance. 80 % der Kälber werden in der zweiten Jahreshälfte geboren. Die Fehlgeburtenrate liegt zwischen 10 und 20 %, woraus eine durchschnittliche Kalbrate von 56 % entsteht. Die Kälber werden mit ungefähr 12 Monaten entwöhnt und, wenn es notwendig ist, mit 3 Jahren kastriert. Die Rasse weist insgesamt eine jährliche Sterberate von 12 % auf, für Kälber unter einem Jahr liegt sie bei rund 30 %. Für ein- bis zweijährige Kälber liegt die Rate bei 15 %, für zwei- bis dreijährige Kälber bei 5 % und bei 2 % für erwachsene Tiere.